# Il primo giorno d'inverno
Il primo giorno d'inverno è un film del 2008, opera prima di Mirko Locatelli. Il film è stato presentato alla 65ª Mostra internazionale d'arte cinematografica di Venezia, nella sezione Orizzonti.

## Distribuzione
Oltre che alla Mostra del Cinema di Venezia, il film è stato presentato in numerosi festival:
- Premio Libero Bizzarri, Il nostro Tempo è ora, Fuori Concorso - Italia
- 30e Cinemed: Festival Cinéma Méditerranéen de Montpellier, section Panorama - France
- 18° Scrittura e Immagine Chieti Film Festival, Concorso Opera Prima - Italia
- Festival International du Film de Marrakech, in competition - Morocco
- Cape Winelands Film Festival - in competition - South Africa
- Febiofest Prague International Film Festival, Another Shore - Czech Republic
- Tiburon International Film Festival, in competition - California US
- CPH PIX Copenaghen International Film Festival, New European Voices - Denmark
- Transilvania International Film Festival - Romania
- Ciak d'Oro, 8ª edizione, due nomination - Italia
- Maremetraggio, sezione Ippocampo - Italia
- Roseto Opera Prima, in concorso - Italia
- 7° MoliseCinema, sez. Paesi in Lungo - Italia
- Clorofilla Film Festival, in concorso - Italia
- Copenaghen Gay & Lesbian Film Festival - Denmark
- Festival OMovies - Italia
- Bursa International Silk Road Film Festival - Turke
- Rencontres du Cinéma Italien de Grenoble, in competition - France

Nonostante la presenza alla 65ª Mostra del Cinema di Venezia, in concorso nella sezione Orizzonti, e i riconoscimenti ricevuti all'estero Il primo giorno d'inverno non è mai stato acquisito in catalogo dal case distributrici italiane. Grazie all'impegno diretto del regista-produttore Mirko Locatelli e di Officina Film, vengono stipulati accordi diretti tra produttore ed esercenti e il film ottiene, il 27 marzo 2009, una prima uscita ufficiale a Milano, Roma, Brescia e Melzo, con una settimana di proiezioni, prolungata solo a Milano dove il film resta in cartellone al Cinema Mexico per quattro settimane. Nei mesi successivi arriva in altre regioni con una serie di proiezioni a Torino, Perugia, Ancona, Pisa, Massa, nelle province di Arezzo e Cremona; nell'estate 2009, ottenuta dal Ministero per i beni e le attività culturali la qualifica di film d'essai, grazie al sostegno della FICE viene proiettato nelle arene estive.
Nel novembre 2009 il film è distribuito in Germania, in DVD con il titolo Der ersteTag im Winter grazie alla casa distributrice di Berlino Salzgeber & Co.

## Riconoscimenti
- 2009 - Cape Winelands Film Festival
  - Premio miglior film
- 2009 - Maremetraggio - Sezione Opere prime
  - Miglior attore esordiente a Mattia De Gasperis
- 2009 - Bursa International Silk Road Film Festival
  - Premio della Giuria
- 2009 - Rencontres du Cinéma Italien de Grenoble
  - Primo premio - Grand Prix